# Mel Bonis
Mel Bonis, all'anagrafe Mélanie-Hélène Bonis (Parigi, 21 gennaio 1858 – Sarcelles, 18 marzo 1937), è stata una compositrice francese.
Allieva prevalentemente di César Franck e di Charles Koechlin, fa parte, dal principio del XX secolo, dei musicisti più all'avanguardia in Francia. Anche se non si avvicina particolarmente ai compositori suoi contemporanei, il suo stile si approssima a quello di Gabriel Fauré, uno dei suoi maestri, come pure a quello di Franck e Claude Debussy. Ha svolto anche l'attività di insegnante, in prevalenza con bambini.
Nelle molte composizioni scritte durante l'arco di tutta la vita, ha privilegiato il pianoforte e gli ensemble di pochi strumenti. Sono più rare le opere per orchestra. Negli anni dal 1990 è stata riscoperta dai musicologi tedeschi Eberhard e Ingrid Mayer. La pronipote Christine Géliot, con la partecipazione dell'Ensemble Mel Bonis, ha cercato di far rivivere l'opera di Mél Bonis.

## Biografia
Figlia di Pierre-François Bonis (1826-1900) e di Marie-Anne-Clémence Mangin, entrambi parigini, ha avuto due sorelle, Eugénie-Caroline, nata nel 1860 e Clémence-Louise nata nel 1862 e morta nel 1864. Ha ricevuto dalla madre un'educazione religiosa molto rigorosa. Poco incline a mettersi in mostra nelle materie scolastiche, ha tuttavia studiato con profitto e convinzione. Si è accostata alla musica all'età di dodici anni, da autodidatta e, in seguito, prendendo lezioni di pianoforte e solfeggio. Fino al 1876, perfeziona la tecnica pianistica e si forma leggendo molta musica. Colpito dalle sue abilità musicali, Hippolyte Maury, professore di corno, la presenta a César Franck che la segue nello studio del pianoforte e la incoraggia a sostenere l'esame di ammissione al Conservatorio di Parigi.
Entra al Conservatorio il 30 dicembre 1876 su decisione del direttore Ambroise Thomas, che la esonera dalla prova di fronte alla commissione. Dopo aver integrato alcune materie, frequenta i corsi di armonia e di accompagnamento pianistico di Ernest Guiraud, e quelli di organo di César Franck. Altri suoi insegnanti sono: Napoléon Alkan, Albert Lavignac, Antoine Marmontel ma anche Adolphe Danhauser e Jules Massenet. Raggiunge nel 1880 il premier prix (diploma di più alto livello) in Armonia e si iscrive alla classe di Guiraud, divenuto professore di contrappunto e fuga, ma lascia questa attività nel 1881.

Mel Bonis è una tra i primi allievi di Ernest Guiraud, con Eugène Piffaretti, Paul-Marie Jeannin e Claude Debussy, molto apprezzata, come testimoniano gli auguri del maestro per il 1880: 

Dal 1860, la presenza femminile al Conservatorio si è allargata ai vari corsi di studio e Mel Bonis ha avuto come compagne Blanche Sorbier, Françoise Vacher e Marie Archainbaud, nella classe di accompagnamento pianistico. Nel 1881, il maestro Auguste Bazille ha espresso questo giudizio su di lei: 

### Carriera e vita adulta

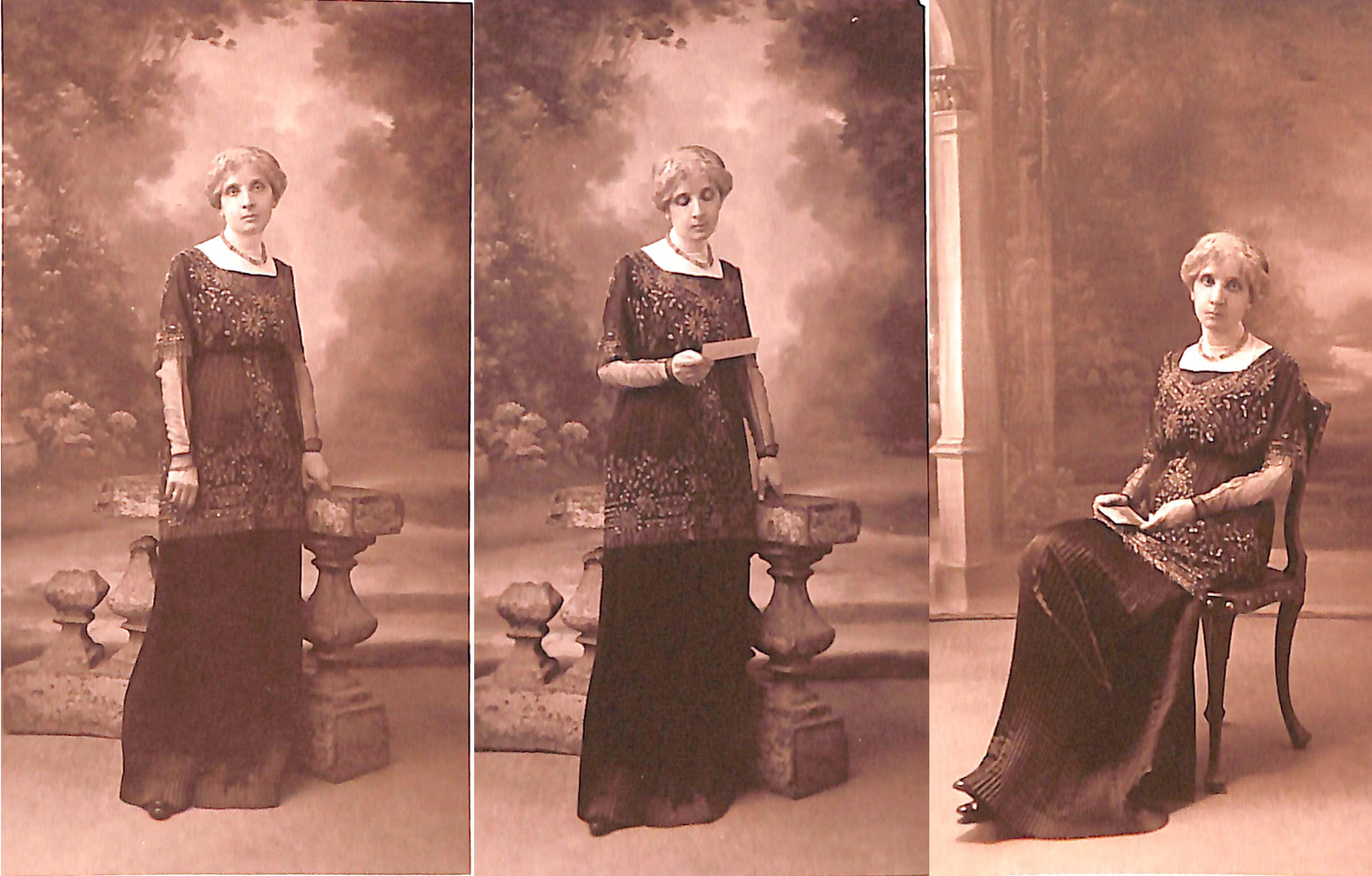
Tre foto di Mel Bonis, senza data.

Il suo primo brano è un pezzo per pianoforte intitolato Impromptu che lei firma Mel Bonis: è lo pseudonimo che sceglie per non essere identificata come donna. ma come «compositore». In seguito scrive due melodie sui poemi Villanelle e Sur la plage, di Amédée-Louis Hettich, giornalista all'L'art musical.
Negli anni '90, Mel Bonis è di nuovo in contatto con Hettich e collabora alla sua celebre collezione Les airs classiques. I due lavorano insieme: lei compone melodie e cori sui testi del poeta ed egli ne promuove la musica, aprendole le porte dei grandi editori parigini.
Mel Bonis ha composto moltissimo negli anni dal 1900. La compositrice ha dato vita anche a musiche religiose quali il Cantique de Jean Racine, in memoria di suo figlio Édouard, morto nel 1932

Muore il 18 marzo 1937 ed è sepolta a Parigi, nel cimitero di Montmartre, nel settore n. 24. Nel 1883, aveva sposato, all'età di venticinque anni, Albert Domange, di 47 anni: un ricco vedovo con cinque figli. Dalle nozze nacquero Pierre, Jeanne ed Édouard. Il marito morì nel 1918.

## Riscoperta

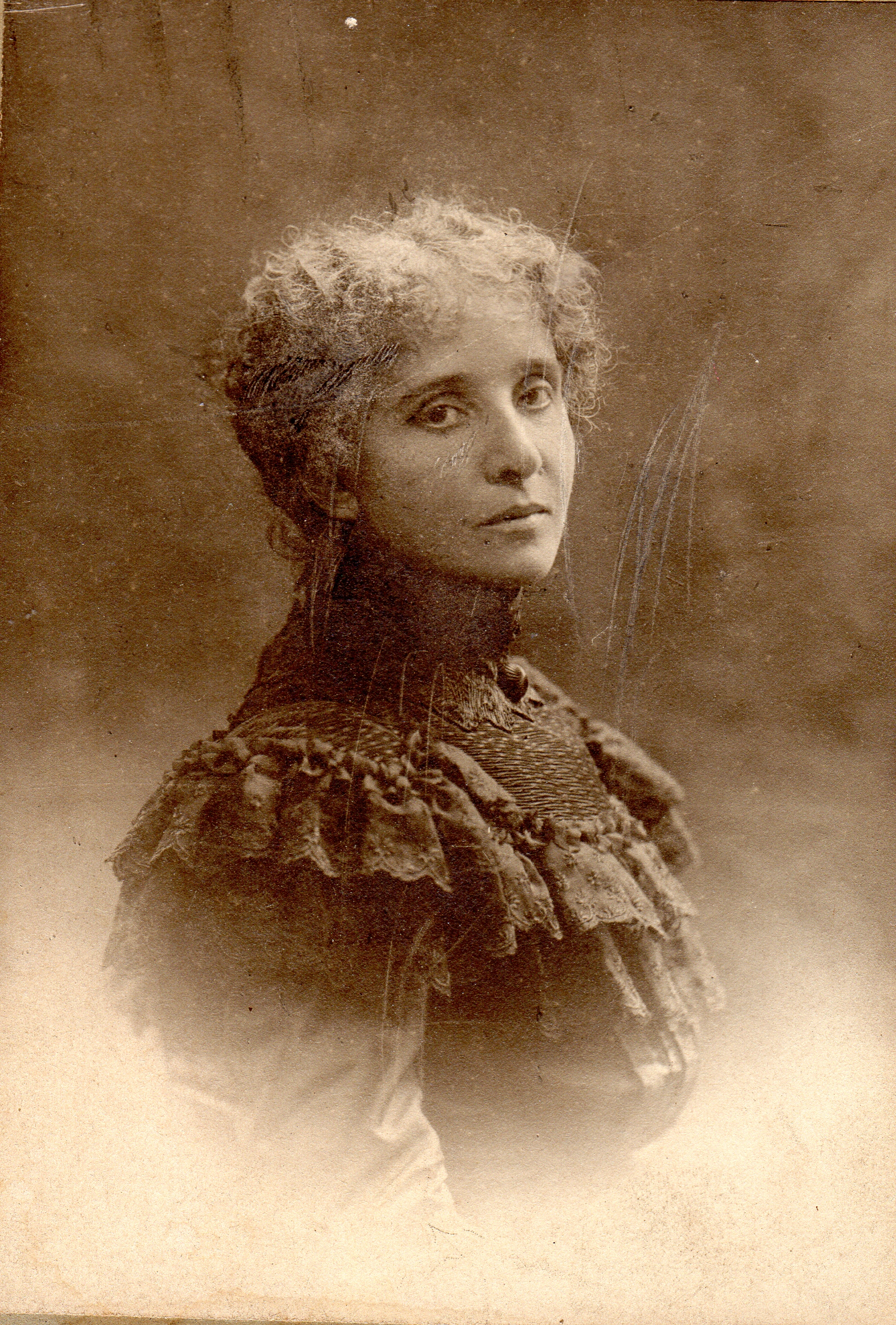
Mel Bonis intorno al 1900.

La riscoperta della compositrice è iniziata con Eberhard Mayer, in seguito alla lettura della Handbuch für Klavierquartettspieler, dello storico tedesco Wilhelm Altmann
. Insieme a Ingrid Mayer, cerca partiture nelle grandi biblioteche europee a Berlino, Monaco di Baviera, Vienna e Londra, prima di approdare alla Bibliothèque nationale de France nel 1986. Solo allora scoprono le partiture del Quartetto con pianoforte n. 1, della Sonata per flauto e pianoforte e della Sonata per violoncello e pianoforte di Mel Bonis.
Dal 1994, Eberhard Mayer inserisce le due sonate nei programmi da concerto dell'Ensemble Mel Bonis, costituitosi dal 1998 con Friedwart Goebels (pianista), Kerstin von Bargen (violinista), Stephan Seeliger (violista), Ruth Kronen (flautista) e Gregor Huber (violinista). Nello stesso anno riscoprono il dittico Soir! Matin!. Nel 1999 l'ensemble aggiunge al suo repertorio il Quatuor avec piano n. 1. L'opera di Ingrid Mayer si scontra con la mancanza di collaborazione di alcune istituzioni ufficiali, pertanto la studiosa entra in contatto con i vari pronipoti di Mel Bonis. Da questa felice premessa, Mayer può iniziare un catalogo delle composizioni.
Frattanto l'Ensemble Mel Bonis presenta molti concerti, definiti concerti-ritratto. Una prima biografia, a cura di Eberhard Mayer ha inizio nel 1998. La pronipote Christine Géliot, a sua volta, pubblica una biografia romanzata della sua antenata: la prima edizione, datata 1998, è pubblicata nel 2000 (prima parte) e nel 2009 (seconda parte), tradotta in tedesco nel 2015.

## Discografia

### Organo
- 2002. Orgues et organistes du 1900-1950: Petite improvisation - Pierre Cochereau, organo («Les Introuvables» 5CD EMI 5748662)
- 2016. Flöte und Orgel. Opere di Lachner, Schreiber, Bozza, Böhm e Mel Bonis (trascrizioni per flauto e organo di Trois pièces pour flûte et piano; Scherzo, Pièce e Air vaudois) (Querstane)
- 2017. L'œuvre pour orgue, prima registrazione integrale - Georges Lartigau, organo (2 CD Ligia)

### Pianoforte
- 1998. Mel Bonis, Pièces pour piano:, Luba Timofeyeva, pianoforte. (Voice of lyrics, 1998. VOL C 341)
- 2007. L'ANGE GARDIEN, 22 pièces pour piano, Laurent Martin pianoforte,  (Ligia Digital, 2007, France, LIDI 0103181-07)
- 2010. La Cathédrale blessée, 19 pièces pour piano de Mel Bonis, Veerle Peeters pianoforte (CD Etcetera Records, KTC 1422, distribution Codaex, 2010)
- 2012. Le Songe de Cléopâtre, Lopera per pianoforte a quattro mani di Mel Bonis, Laurent Martin e Claudine Simon pianoforte  (Ligia Digital, avec le soutien du Palezzetto Bru Zane, distribution Harmonia Mundi, 2012)
- 2017. Le Diamant noir, danze per pianoforte di Mel Bonis, Laurent Martin pianoforte(Ligia digital)
- 2021 Les femmes dansent, opere di Marie Jaël, Pauline Viardot, Elisabeth Jacquet de la Guerre, Germaine Tailleferre, Cécile Chaminade, Louise Farrenc e Mel Bonis, Axia Marinescu pianoforte (Klarthe 2021)
- 2022.Mel Bonis, mémoires d'une femme, 18 pièces, Myriam Barbeaux Cohen pianoforte (Ars production)
- 2022. Compositrices au piano. opere di Hélène de Montgeroult, Cécile Chaminade, Mel Bonis, Armande de Polignac, Blanche Selva e Germaine Tailleferre, Laurent Martin pianoforte (Ligia digital)

### Musica da camera
- 1999. Sonate pour flûte française: Caplet, Bonis (Troisième sonate), Gaubert, Ravel - Felix Renggli, flauto; Jan Schultsz pianoforte (Discover international)
- 1999. Trois sonates de Mel Bonis, Clara Novakova flauto; Kai Gleusteen violino; Jean-Marie Trotereau violoncello; Laurent Martin pianoforte (Voice of Lyrics c342)
- 1999. Mel Bonis, Französische Kammermusik (op. 59, 64, 69, 72, 111 e 127) - (2CD Ensemble Mel Bonis)
- 2001. Mel Bonis Quatuors, Gordan Nikolitch, violino; Jean-Philippe Vasseur, viola; Jean-Marie Trotereau, violoncello; Laurent Martin, pianoforte (Voice of Lyrics C344)
- 2005. Musique française au féminin (Suite dans le style ancien pour clarinette) con brani di Claude Arrieu, Florentine Mulsant, Suzanne Giraud, Elsa Barraine - Ensemble Latitudes (Triton TRI331136)
- 2006. Quatuors avec piano de Mel Bonis - Mozart Piano Quartett (MDG Production)
- 2006. La joueuse de flûte, Tatjana Ruhland flauto; Florian Wiek pianoforte e i musicisti dell'orchestra di Stoccarda (Hänssler 93-204)
- 2007. Hommage à Debussy : Scènes de la forêt di Mel Bonis e Henri Lazarof, Oeden Partos e Claude Debussy - Mihi Kim flauto; Pierre-Henry Xuereb viola; Rachel Talitman arpa (Harp & Co. 5050-10)
- 2008. Une flûte soupire Mel Bonis e Cécile Chaminade, opere per flauto e pianoforte - Anne-Laure Pantillon flauto; Christophe Sturzenegger corno; Marc Pantillon pianoforte (Pantillon records)
- 2013. Soir et matin, Intégrale flûte et piano et deux trios pour cordes et piano arrangés pour flûte, violoncelle et piano: Air vaudois; Une flûte soupire; Andante et Allegro; Suite orientale; Pièce; Sonate en do-dièse mineur; Scherzo; Soir et Matin - Fabienne Sulser flauto; Matthias Walpen violoncello; Anne-Marie Aellen pianoforte (Gallo CD 1417)
- 2013. Deux quatuors avec piano: Quartetto n. 1 di Gabriel Fauré, quartetto n. 1 di Mel Bonis - Quatuor Giardini: Pascal Monlong violino; Caroline Donin viola; Pauline Buet violoncello; David Violi pianoforte (Evidence Classics)
- 2013. Dedication. Opere francesi per flauto e pianoforte (Bonis: Pièce, op. 189; Scherzo Final, op. 187, posthume) - Francesca Arnone, flauto; Terry Lynn Hudson, pianoforte (MSR Classics)
- 2014. Musique de chambre avec flûte: Opere di Mel Bonis con flauto in duo e in trio - Jean-Michel Varache, flauto; Jérôme Grangeon, pianoforte; Anne Copery, violoncello; Saskia Lethiec, violino (Urtext)
- 2014. Ballabile: Recital di musica francese per violoncello e pianoforte. Poulenc, Duparc, Debussy, Bonis: Sonate, op. 67. Méditation, op. 33. Sérénade, op. 46 - Camille Seghers, violoncello; Olivier Laville, pianoforte (Le Chant de Linos)
- 2015. Liberté, égalité, sororité: Musica da camera di compositrici francesi (Les Scènes de la forêt pour flûte, cor et piano) - Diane Ambache, piano et ses amis (Ambache)
- 2016. Boulanger Trio Solitaires, Musiche rare per trio con pianoforte. Trio Solitaires (opere di Grieg, Bloch, Suk, Henze e Mel Bonis: Soir et Matin) - Karla Haltenwanger pianoforte; Birgit Erz violino; Ilona Kindt, violoncello (Avi Records)
- 2017. Mel Bonis, l'œuvre pour violon et piano - Francine Trachier, violino; Françoise Tillard, pianoforte (Le Chant de Linos)
- 2017 Trio Mélusine. Trascrizioni di Gérard Chenuet per trio (flauto, viola e arpa. opere di Frank Bridge, Alexander Zemlinsky, Mel Bonis, Manuel de Falla e Ernesto Nazareth; trio Melusine (production trio Mélusine)
- 2020. Compositrices à l'aube du XX siècle: Sonata per flauto e pianoforte in do diesis minore (op. 64; Pièce pour flûte et piano (op. 189); Scherzo (op. 187) postumo (e opere di Clémence de Grandval, Cécile Chaminade, Lili Boulanger e Augusta Holmes), Juliette Hurel (flauto); Hélène Couvert (pianoforte) (Alpha classics)
- 2020. Day & Night: Modern Flute & Piano Duos by Women Composers: Sonata per flauto e pianoforte (inoltre opere di Lili Boulanger, Germaine Tailleferre, Lita Grier, Nancy Galbraith), Erin K. Murphy (flauto) e Kirstin Ihde (pianoforte), (Albany)
- 2021. First ladies, 3 romantic violin sonatas, Elfrieda Andrée, Mel Bonis, Ethel Smyth; Annette Barbara Vogel violino, Durval Cesetti, pianoforte (Toccata next)
- Hommage à Mel Bonis, flûte et piano; Sabine Seyfert, flauto e Yumiko Watanabe, pianoforte (Kojima recording ALCD9047)
- Kammer Musik der Belle Époque (Relief 8 cr 98 1042)

### Musica vocale
- 1998. Florilège de musique française: chant et harpe - Colette Comoy-Alexandre soprano; Michaël Mulvey, baritono; Huguette Geliot, arpa (Quantum DQM 6989)
- 1999. Mel Bonis, Fauré, Franck, musique spirituelle, direttore Jean-Philippe Sarcos (production: B. de Montalembert)
- 2000. Mel Bonis, Œuvres vocales religieuses - Schola Saint-Sauveur de la Cathédrale d'Aix-en-Provence, direttore Jean-François Sénart (Voice of Lyrics C345)
- 2003. Romance: Invocation. Chanson d'amour. Songe. Une flûte soupire (Gutingi GUT 236)
- 2005. Mel Bonis, l'Œuvre vocale - Brigitte Balleys mezzo-soprano; Valérie Gabail soprano; Éric Cerentola pianoforte (Doron Musique DRC 502)
- 2007. Un flot d'astres frissonne: musique française pour voix de femmes, Regina Coeli - Calliope, coro femminile, direttore Régine Theodoresco (Calliope CAL 9374)
- 2015. Mel Bonis, Trio Alouette Récital Mel Bonis: Gai printemps pianoforte, Élève-toi, mon âme, arrangiamento per voce, flauto e pianoforte, Trois mélodies per mezzo-soprano, Sonata pour flûte et piano, Noël de la Vierge Marie, canto, Près du ruisseau, piano, Reproches tendre, Pourriez-vous pas me dire e Chanson d'amour, canto, Andante et Allegro, flûte et piano - Trio Alouette: Maria voor‘t Hekke, mezzo-soprano; Hélène-Hilde Michielsen, flauto; Sylvia Wessels, pianoforte (Etcetera Record)
- 2015. Mel Bonis, ses mélodies: 23 melodie di Mel Bonis in assolo e duo - Éliane Geiser mezzo-soprano e Flurin Tschurr basso; Anne-Marie Aellen, pianoforte (Gallo)